# أوبيلياي
أوبيلياي (بالإنجليزية: Obeliai) هي منطقة سكنية تقع في ليتوانيا في Rokiškis district municipality. يقدر عدد سكانها بـ 1,335 نسمة .